# Monte Brazil
Il Monte Brazil (in lingua inglese: Mount Brazil) è una montagna antartica, alta 2.090 m, situata all'estremità meridionale del McGregor Range, nei Monti dell'Ammiragliato, in Antartide.
La montagna è stata mappata dall'United States Geological Survey (USGS) sulla base di rilevazioni e foto aeree scattate dalla U.S. Navy nel periodo 1960-62.
La denominazione è stata assegnata dall'Advisory Committee on Antarctic Names (US-ACAN) in onore del Chief Warrant Officer John D. Brazil, pilota di elicotteri che aveva collaborato con il gruppo di rilevazioni topografiche dell'USGS durante le rilevazioni in quell'area nel 1961-62.